# Qasaba
Beseda qasaba (ali kasbah, gasaba, quasabeh) izhaja iz arabske القصبة, kar pomeni »osrednji del mesta ali citadela«. V narečju Zahrani in za namene tega članka, se qasaba nanaša na en sam kamnit stolp ali stanovanjski stolp, ki jih pogosto najdemo v pokrajinah Asir in al-Bahah v Saudovi Arabiji in Jemnu.
Namen qasabe je različen, pogosto je delovala kot izoliran opazovalni stolp ali trdnjava. V Maroku in na Iberskem polotoki arabska besedna oblika kasbah pogosto pomeni več stavb skupaj v bivalno-obrambnem gradu z obrambnim zidom. Španska beseda alcazaba je sorodna arabski besedi. V portugalščini je podobna beseda alcáçova. V turškem jeziku in urdu se beseda kasaba nanaša na naselje večje od vasi, vendar manjše od mesta.
Encyclopaedia Britannica izraz opredeljuje kot: »Stara qasaba ('stolpi') se nahajajo v pokrajini kjer so bili uporabljeni kot opazovalni stolpi ali kašče«. 
Druga literatura opisuje te stolpe, kot sledi: »Očitno so qasaba stolpi edinstveni za asirsko arhitekturo. Sporna ostaja njihova funkcija - nekateri trdijo, da so bili zgrajeni kot razgledni stolpi, drugi da so bili bivalni ali celo kašče. Morda kombinacija vsega,.. čeprav položaj opazovalnega stolpa na vrhu hriba ni ustrezen kraj za bivanje ali kaščo.« 
Arheologi so našli posnetke podobnih stolpov v ruševinah Qaryat al-Fāw, v puščavi Rub al-Hali ali Prazna četrt v Savdovi Arabiji, med tretjim stoletjem pr. n. št. do 4. stoletja ali naše dobi. »Domovi imajo dve nadstropji, kamnite zidove, debele skoraj dva metra in se ponašajo z dobrinami kot je sistem za oskrbo z vodo in latrino v drugem nadstropju. Pozornost vzbujajo slabo prosojni murali s figurami v oknih: njihova oblika spominja na podobne stanovanjske zgradbe danes v Jemnu in jugu Savdske Arabije«. 
»Večina qasab ima krožni tloris, nekatere so kvadratne. Včasih imajo pas kamnov iz kremena tik pod okni ali uokvirjajo okno - en dobro ohranjen primer je na vrhu Wadi Ain. Ostanki Martellskega stolpa - kamnita struktura tik ob makadamski cesti severno od Al-Masnaha. Zdi se kot zanimiv predhodnik asirske domačije in morda tesno povezan s qasabo. Je v ruševinah, toda nekoč je bil stanovanje in močno utrjen.«
En primer govori o tradicionalni vasi Al-Baha, Saudova Arabija: »Tudi ob cesti, ki vodi do vasi je impresiven in precej zgodovinski kamnit in iz skrilavca stolp. Provinca Al-Bahah je znana kot regija 1001 stolpa, nekoč zgrajeni za zaščito vasi, ceste in nasadov proti tekmovalnim plemenom. Danes so ti stolpi zapuščeni in mnogi od njih delno ali v celoti v ruševinah.« 